# Matyáš František z Thunu
Hrabě Matyáš II. František z Thunu (italsky Matteo II Thun, německy Matthäus Franz von (Castel) Thun, 28. října 1812, Trident – 14. ledna 1892, Mezzocorona) byl italský šlechtic z tridentské větve rodu Thunů, mecenáš, sběratel umění, vlastenec a politický aktivista.

## Život
Matyáš II. Thun se narodil 28. října 1812 v Tridentu jako jediný syn Leopolda Arnošta z Thunu a jeho manželky Violanty Martinengo Cesarescové z Brescii. 12. ledna 1813 byl pokřtěn svým strýcem, tridentským knížetem-biskupem Emanuelem Mariou z Thun-Hohensteinu.
Během soukromého vzdělávání se u mladého Matyáše projevila láska k antickému umění i studiím historie se zaměřením na region Tridentska. Zajímal se o středověké a starověké reálie a archeologii  a udržoval kontakty s místní kulturní elitou regionu, jako Giovanni Battista a Prato nebo Giovanni Prati, kteří s hrabětem sdíleli občanskou angažovanost a liberální myšlenky. Díky svému původu byl finančně zajištěn a mohl se tak věnovat bádání a studiu v Miláně.

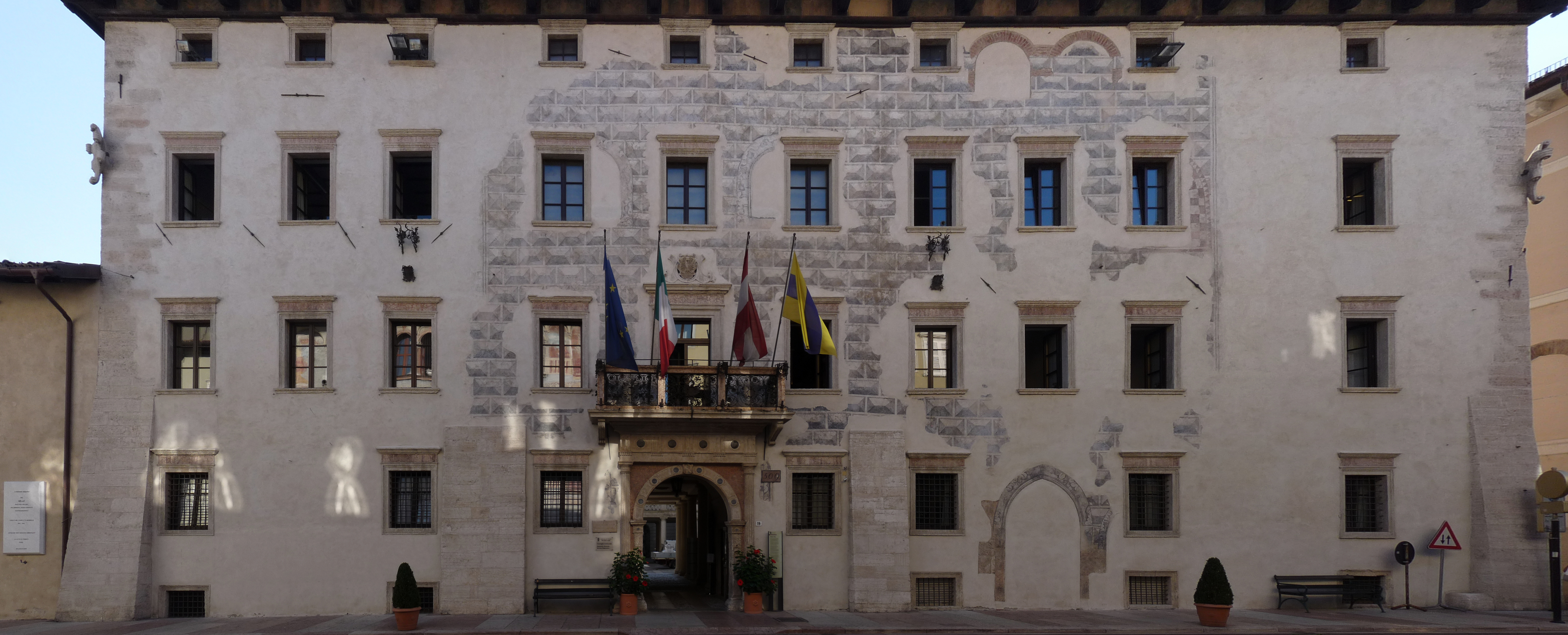
Rodový palác v Tridentu

Thun patřil mezi postavy spojující venkovskou aristokracii s měšťanskou vrstvou, charakteristickou pro předbřeznové období v Tridentua a brzy vyvstala potřeba modernizace městské rezidence (Palazzo Thun) pro pobyt ve městě.

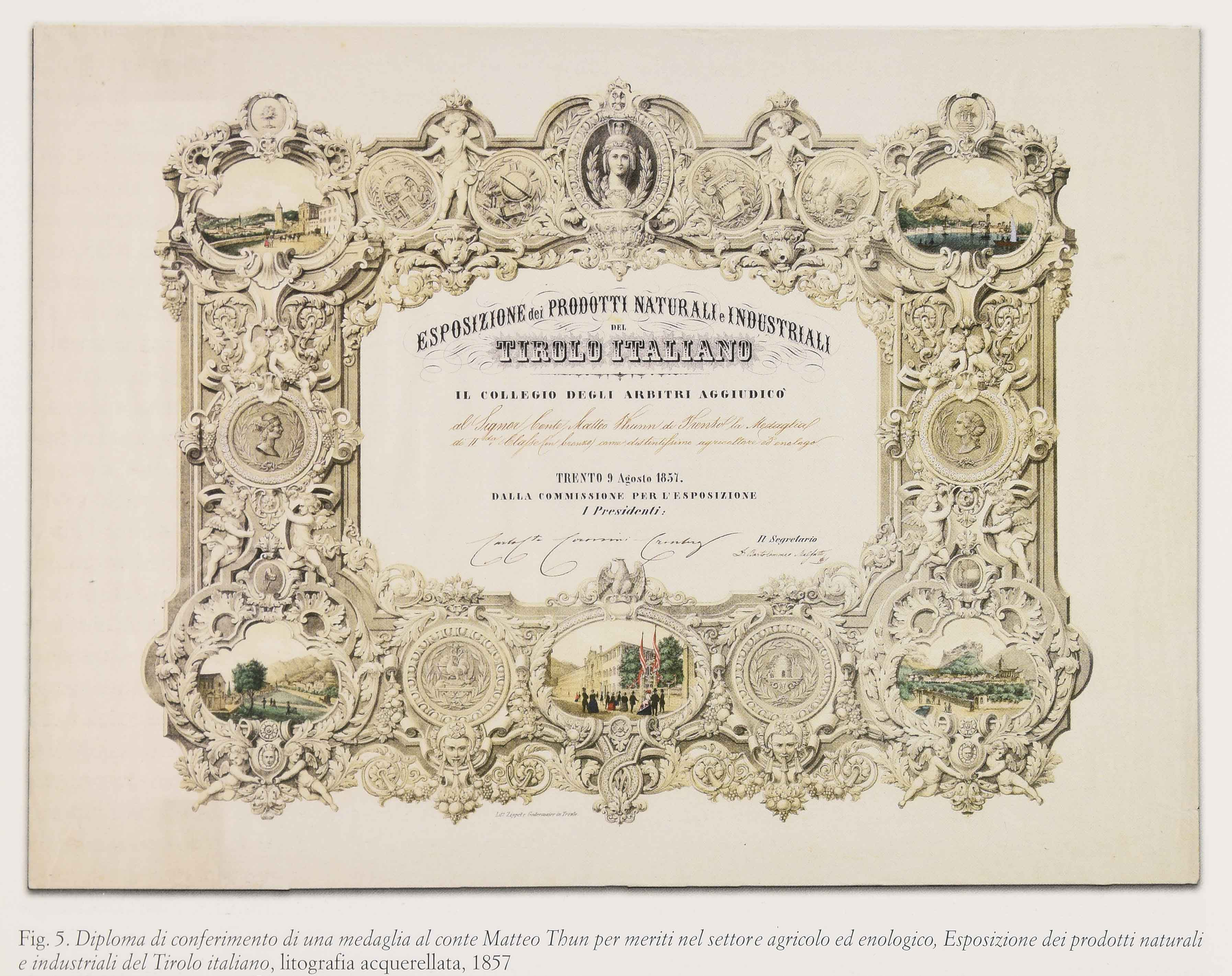
Diplom potvrzující udělení medaile Matyáši II. z Thun-Hohensteinu za zásluhy v zemědělství a vinařství, 1857.

### Manželství
Ve 30. letech se Matyáš v Benátkách seznámil se svou pozdější manželkou mladou šlechtičnou a hudebnicí Raimondinou z Thurnu (1819–1841), s níž sdílel společné umělecké zájmy. Nedlouho po svabě však Raimondina při porodu zemřela i s dítětem.
Matyáš František se 12. června 1843 oženil podruhé, s Carolinou d'Arsio. Z tohoto manželství se narodili dva synové a tři dcery. Syn Leopold František (* 16. listopadu 1846), byl italským královským ministrem vnitra, syn František August (* 10. června 1854), sloužil jako inženýr a poručík italského královského dělostřeleckého pluku.
V téže době se angažoval v politice a dopravě, s Pietrem Bernardellim vypracoval projekt železniční trati spojující Mnichov s Benátkami a angažoval se také v revoučních aktivitách v roce 1848 z cílem odtržení Tridentska od německého Tyrolska. Kvůli podezření z podpory Mazziniho akcí, byl zatčen a odvezen do Innsbrucku. I po propuštění však zastával umírněné postoje a podílel se na vyslání nóty novému panovníkovi Františku Josefovi, v níž požadoval oddělení od Tyrolska, avšak pod ochranou rakouské monarchie.

### Ekonomická činnost
Matyáš se rovněž angažoval v ekonomické sféře a v roce 1857 obdržel medaili „Za zásluhy v zemědělství a vinařství“. V téže době byl také konzervátorem památek v Tridentu a zároveň usiloval o založení městské knihovny a Občanského muzea s podporou mj. Benedetta Giovanelliho a titul = Tommasa Gara.
V roce 1848 zemřel jeho otec a Matyáš se tak stal jediným vlastníkem a správcem rodového majetku. Již po několik generací nebyla ekonomická situace rodové větve ze stejnojmenného hradu ve Val di Non po zrušení Trentského biskupského knížectví (nejméně 4 knížecí biskupové byli z rodu Thunů) dobrá. Mladý hrabě oddaný liberální politice nebyl dobrý hospodář a rodinný majetek byl ochoten obětovat pro vyšším ideály. Své aktivity později řídil z Padovy, kam se v roce 1867 rozhodl přestěhovat kvůli obtížné situaci ve svém rodišti.

### Závěr života
Situace se zhoršila natolik, že byl hrabě nucen nabízet k prodeji historické artefakty (mezi zájemci byl např. také baron Anselm von Rothschild) a v posledních letech svého života byl musel prodat i obrazy, vzácné dokumenty a dokonce městský rodový palác, a nakonec podstatnou část rodinného archivu. Podařilo se mu uchovat pouze dokumentaci vztahující se nebo nejbližší k trentinské větvi rodu  a velkou část portrétů svých předků.

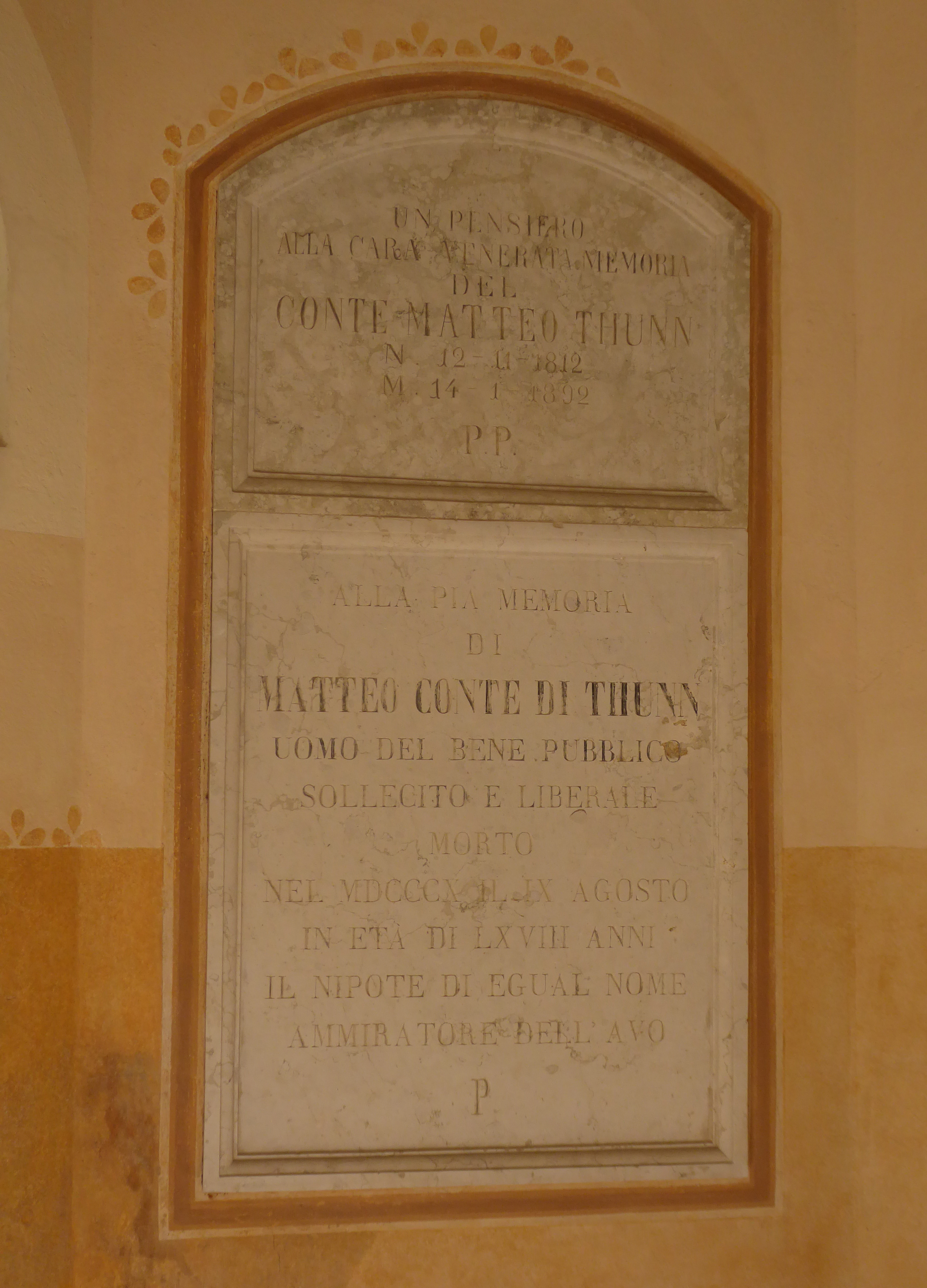
Náhrobek Matyáše Františka v kapli sv. Jana Nepomuckého, na úpatí kopce, na kterém stojí hrad Thun

Hrabě Matyáš František z Thunu zemřel dne 14. ledna 1892 v Mezzocoroně a rozprodej rodového dědictví probíhal i po jeho smrti.

## Spisy
- M. Thun, Il Ducato di Trento nei secoli XI e XII: riflessioni storiche, Trento, Monauni, 1868.
- M. Thun, Memorie del Conte Matteo de Thunn sulla legge 9 febbraio 1882 relativa all'Imposta sui fabbricati, S. l., Redazione del Raccoglitore, 1882.